# روان‌شناسی محیطی

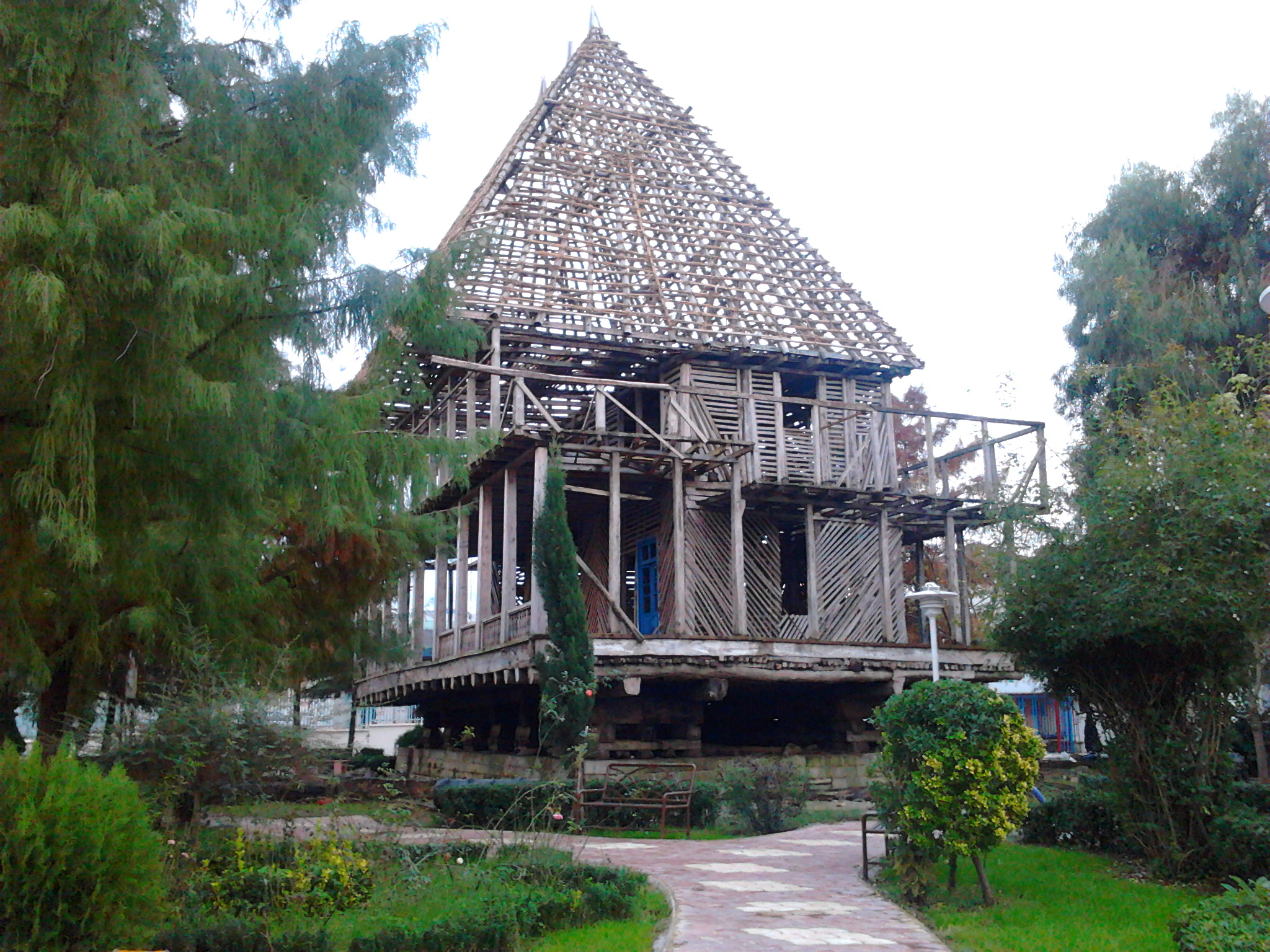
روان‌شناسی محیط: مطالعه روان‌شناختی رفتار، در محیط کالبدی زندگی روزمره

روان‌شناسی محیطی (به انگلیسی: Environmental psychology)، از مباحث میان‌رشته‌ای در معماری، روان‌شناسی و بوم‌شناسی است که به بررسی روابطِ متقابل میان رفتار فرد و محیطِ پیرامونِ وی می‌پردازد. هیچ‌گاه، نظریه‌های طراحی، از یافته‌های رشته‌های دیگر، بی‌نیاز نبوده‌اند؛ به ویژه، در مورد ادعای طراحان، در زمینه اثر طراحی بر زندگی مردم. در این خصوص، نقش دیدگاه‌های فلسفی، قابل انکار نیست. ولی، برای رشد نظریه طراحی، کافی نیستند.

## تاریخچه
انقلاب صنعتی، به عنوان محرکی نیرومند، با ایجاد نهادهای اقتصادی، اداری، سیاسی، اجتماعی و فرهنگی، ساختار شهرها را دگرگون کرد. بلکه تغییرات و تحولات شگرفی را در حیات اجتماعی شهر، به وجود آورد. به‌هرلحال، شهرهای امروزی، با درهم شکستن بسیاری از سنت‌ها و ارزش‌های گذشته، نه تنها، سنگ بنای اولیه جامعه، یعنی خانواده را نابود کرده است. بلکه، به رغم تماس‌های فیزیکی نزدیک و صمیمانه میان افراد، روابط اجتماعی آنان را تضعیف کرده است. به قول رزا پارک، پیشگام مطالعات مستقل جامعه‌شناسی شهری در آمریکا:
شهر، محل سکونت انسان‌های منجمدی است که به هم نزدیک هستند. اما، رابطه‌ای با یکدیگر ندارند.
صحبت در مورد آغاز روان‌شناسی محیطی به تبع تشریفات افتتاح‌کنندهٔ مرسوم در نخستین پژوهش‌های انجام گرفته در این حوزه، امری گمراه‌کننده است. معماران، جغرافی‌دانان و دانش‌مندان اجتماعی مدت زیادی است که به موضوعات مرتبط با رابطهٔ محیط و رفتار علاقه نشان می‌دهند و بسیاری از روان‌شناسان محیطی فعلی نیز می‌توانند رد ریشه‌های پژوهشی خود را در کارهای صورت گرفته توسط چهره‌های نخستین روان‌شناسی بیابند. برای نمونه، روان‌شناسان علاقه‌مند به ادراک محیطی به شدت تحت تأثیر نظریه‌های نخستین ادراک گشتالت رشدیافته در آلمان توسط مکس ورتایمر (۱۹۴۳–۱۸۸۰)، ولفگانگ کهلر (۱۹۶۷–۱۸۸۷) و کورت کافکا (۱۹۴۱–۱۸۸۶) بوده‌اند.
ایگون برانسویک که به عقیده عده زیادی بنیانگذار روان‌شناسی محیط است، این اصطلاح را در سال ۱۹۴۳ به کار برد تا رشته‌ای که به ارتباط انسان- محیط می‌پردازد نامگذاری نماید.

## تعریف
معماری و دیگر رشته‌های علمی طراحی مرتبط با آن، مانند طراحی شهری، معماری منظر، طراحی داخلی و … در کنار هم، طراحی محیط را به وجود می‌آورند. معماری، تمام محیط بیرونی زندگی بشر را دربرمی گیرد. امروزه، این قلمرو، از شهرسازی گرفته تا معماری و طراحی صنعتی، تحت کنترل معماران است. این اندیشه که کار معماری، طراحی مصنوعات (ساختمان‌ها) است؛ در جامعه‌ای معنا دارد که تدارک سیمای شهر، تقسیم شده و سلسله مراتبی باشد. در این چشم‌انداز، روابط معماری و سیاست، باید که از بیخ و بن، دگرگون شود. معماری، بخشی از سیاست است.
روان‌شناسی محیط: «مطالعه روان‌شناختی رفتار، در محیط کالبدی زندگی روزمره» است.
موضوعات کارشده در حوزه روان‌شناسی محیط، شامل: نظریه ادراک، شناخت، روان‌شناسی اجتماعی و مطالعه فرهنگ است. واژگان رابطه انسان - محیط و روان‌شناسی محیط، بیشتر این زمینه‌ها را شامل می‌شوند؛ هرچند که روان‌شناسی محیط، بیشتر به همبستگی عضویت در گروه‌های اجتماعی و استفاده از الگوهای خاص محیط و ارزش‌گذاری آنها، مربوط است. روان‌شناسانی که در این زمینه فعالیت می‌کنند، به بررسی آن نوع فرایندهای روانی می‌پردازند که ما را با طبیعت پیوند می‌دهند یا ما را از آن‌ها جدا می‌سازند.
مطالعات سنتی روان‌شناسی، روی پدیده‌های فردی یا درون روانی محیط، متمرکز است و رفتار را در زمینه رابطه بین افراد یا حالت‌های درونی فرد، تحلیل می‌کند. در مواردی، چون مطالعه ادراک که محیط کالبدی درنظر گرفته می‌شود؛ بیشتر، مقیاس ملکولی (مثل طول موج نور) و مقیاس ریز رفتار انسان (مثل عکس‌العمل پوست در مقابل برق) مورد نظر است. در مواردی که مطالعات روانشناختی، از این الگوها، رهایی یافته و به مقیاس کلی‌تر محیط (مثل روان‌شناسی گشتالت) پرداخته‌اند؛ با تمام نکات مثبت و منفی، مورد استفاده طراحان قرار گرفته‌اند. در جامعه‌شناسی، به محیط کالبدی، به عنوان محیطی برای فرایندهای گروهی، توجه کمی شده است. مکتب شیکاگو، در بوم‌شناسی انسانی، مدعی ست که ماهیت کالبدی، اهمیت زیادی برای جامعه شناسان این مکتب، داشته است. بررسی دقیق‌تر، نشان می‌دهد که این ادعا «در هاله‌ای از ابهام رها شده» و در واقعیت، جایگاهی در برنامه پژوهشی مکتب شیکاگو نداشته است. هنگامی که مردم‌شناس، روان‌شناس یا جامعه‌شناسی، راجع به آینده، اظهارنظری ارزشی کند؛ در واقع، به جای رفتارشناس، به برنامه‌ریز، تبدیل می‌شود. هر عملی که معمار، طراح منظر یا طراح شهری انجام می‌دهد؛ انتخاب آینده‌ای به جای آینده دیگر است.
علوم رفتاری، از راه‌های مختلفی در تدوین مبانی نظری طراحی نقش دارند.
روان‌شناسی محیطی، حوزه‌ای است که تعریف آن، به شکلی خاص و در قالب چند کلمه نمی‌گنجد. در واقع، برخی روان‌شناسان عنوان داشته‌اند که تعریف آن، غیرممکن است و گفته‌اند که روان‌شناسی محیطی، هر چیزی است که روان‌شناسان محیطی انجام می‌دهند. با این وجود، می‌توان چنین گفت که: روان‌شناسی محیطی رشته‌ای است که با برهم‌کنش‌ها و روابط میان مردم و محیطشان سروکار دارد.
به‌طور خلاصه، این مدل از روان‌شناسیِ مبتنی بر محیط زیست، بینش‌های روانی انسان را با وجوهِ انسانیِ محیط زیست ادغام می‌کند. هدف اکوسایکولوژی، گسترش و بهبودِ ارتباط عاطفی بین انسان و طبیعت است.

## رفتارگرایی در معماری
انسان، برای ارضای نیازهای خود، در بستری از دگرگونی‌های معنایی (نمادین)، اقتصادی، سیاسی و اجتماعی، فضا را نیز، دگرگون می‌کند. این دگرگونی، از خلال فرایند تخریب/ساختن، انجام می‌گیرد؛ بدین معنی که برای ساختن فضاهای جدید؛ همواره، نیاز اولیه‌ای به تخریب فضاهای پیشین، وجود دارد. این امر، چرخه‌ای بی‌پایان از تخریب‌ها و ساختن‌ها را به وجود می‌آورد که شاید، بتوان گفت که هرگز، متوقف نمی‌شود.
فضا، به گونه‌ای حیرت‌انگیز و با سازوکارهایی که گاه، کشف چند و چون آن‌ها، برای ما، ممکن نمی‌نماید؛ تمامی ابعاد زندگی انسانی را در خود جای داده و منتقل می‌کند. تحلیل فضا می‌تواند، همچون در نزد انسان‌شناسانی چون ادوارد ت. هال، از تحلیل فضاهای کالبدی و شخصی، آغاز شود و تا بزرگ‌ترین ابعاد فضایی در شهر، تداوم یابد. در این تحلیل‌ها، نباید که سهم دیگر پارامترها را در شکل‌دادن به فضا و دگرگون ساختن بارهای معنایی آن، از یاد برد.
معماری، به عنوان تصور، طراحی، درک و ساختن (با توجه به شرایط)، تعریف می‌شود. این شرایط، ممکن است که در ذات خود، کاملاً عملکردی بوده یا به درجات متفاوتی، بازتاب شرایط اقتصادی، سیاسی و اجتماعی پروژه باشند. انتظار ما از معماری، به عنوان یک هنر، چیزی بیش از پاسخگویی به برنامه‌های عملکردی ساختمان است. تجلیات فیزیکی معماری، با فعالیت‌های انسانی، تطابق دارد و نحوه سازماندهی و انتظام فرم و فضاها در معماری، می‌تواند که تلاش‌ها را به ثمر رسانده، به استخراج پاسخ‌ها کمک کند و معانی را انتقال دهد.
هریک از ما، دانشجوی علوم رفتاری هستیم. همواره، از نخستین سال‌های زندگی، نظاره‌گر کارهای دیگران بوده؛ کوشیده‌ایم تا آنچه که می‌بنیم را تفسیر نماییم. در سراسر زندگی؛ فرد، مشغول مطالعه دیگران است.
انسان، شیوه رفتار دیگران را تعمیم می‌دهد تا بتواند، آنچه که انجام خواهند داد را پیش‌بینی و توجیه کند. رفتار، امری تصادفی نیست؛ بلکه معلول است و در جهتی میل می‌کند که فرد (بر اساس منافعش)، آن را باور دارد. بدیهی ست که افراد، با هم متفاوت‌اند. افرادی که در وضعیت یکسان، قرار گیرند؛ کار مشابهی، نخواهند کرد. ولی، ثبات رویه، منشأ رفتار همه افراد است.
علوم رفتاری، واژه‌ای کلی ست که معمولاً، شامل مردم‌شناسی، جامعه‌شناسی، روان‌شناسی و اقتصاد و علوم سیاسی و مباحث میان رشته‌ای بین آنها، مانند روان‌شناسی اجتماعی می‌شود.
رفتارگرایی، مکتبی در روان‌شناسی است که اعتقاد دارد برایِ شناختِ یک موجودِ زنده، نیازی به بررسی حالت‌هایِ درونیِ او (مثلِ فکر کردن) نیست و تنها بررسیِ محرک‌های خارجی و رفتارهایِ بیرونیِ آن موجود (همانندِ گریه کردن) کافی است. این مکتب، در نیمهٔ ابتداییِ سدهٔ ۲۰م، یکی از تأثیرگذارترین قطب‌هایِ روان‌شناسیِ جهان بود و علاوه بر آن، بر فلسفهٔ ذهن، زبان‌شناسی و فلسفهٔ علمِ آن دوران نیز تأثیری بسیار عمیق و ژرف گذاشته بود.
هرگاه که طراحان، برای مردمی با الگوهای رفتاری و دیدگاه‌های ارزشی متفاوت، طراحی کرده‌اند؛ در درک اثر طراحی بر زندگی مردم به نتایج اشتباهی رسیده‌اند. علوم رفتاری، به رشد نظریه‌های اثباتی و درک نظریه‌های هنجاری کمک زیادی می‌کنند.